# Jesús María Zubiarraín Arguiñano
Jesús María Zubiarraín Arguiñano més conegut com a Zubiarraín (22 de setembre de 1945 – 1 de juny de 1993) fou un futbolista basc que jugava com a porter, i un dels herois de Puertollano.
Zubiarrain va començar la seva carrera a la Reial Societat el 1966. Va jugar per l'Atlètic de Madrid entre 1969 i 1973, i hi va guanyar la lliga el 1970 i el 1973 i la Copa del Rei el 1972.